# BRE – Rossitz bis Brünn
Die BRE – Rossitz bis Brünn waren Schlepptenderlokomotiven der k.k. a. priv. Brünn-Rossitzer Eisenbahn (BRE).

## Geschichte
Als Erstausstattung erwarb die Brünn-Rossitzer Eisenbahn 1855 drei Schlepptenderlokomotiven von der Lokomotivfabrik der StEG in Wien. Die Lokomotiven erhielten die Namen ROSSITZ, ZBESCHAU und OSLAVAN nach Orten des Bahngebietes. Eine weitestgehend baugleiche vierte Lokomotive mit dem Namen BRÜNN kam 1857 noch hinzu. Die Lokomotiven bewältigten zusammen mit der 1863 beschafften bauartgleichen Lokomotive PADOCHAU den gesamten Verkehr auf den Strecken der Brünn-Rossitzer Eisenbahn.
Mit der Übernahme der Brünn-Rossitzer Eisenbahn durch die Österreichisch-ungarische Staatseisenbahngesellschaft (StEG) im Jahr 1879 wurden sie als Kategorie IVi in deren Bestand übernommen. Statt der Namen erhielten sie die neuen Betriebsnummern 701 bis 704. 
Die erstgebaute Lokomotive Nr. 701 schied bereits 1880 aus dem Betriebsbestand, die verbliebenen Maschinen erhielten 1897 noch die neuen Nummern 3101–3103. Vor 1904 wurden sie ausgemustert.